# Claudia Ortiz de Zevallos
Claudia Ortiz de Zevallos Cano (Arequipa, 9 de noviembre de 1981) es una exmodelo y exreina de belleza peruana, ganadora del título Miss Perú Universo 2003.
También fue finalista en el certamen Miss Turismo Mundial realizado en Colombia, en el que obtuvo el título de "Fashion Model", Virreina del Miss Mesoamérica 2003, tercera finalista del Miss Asia-Pacífico 2005 y fue Miss Tierra Perú 2002 en el Miss Tierra 2002 fue semifinalista.
En el certamen Miss Universo 2003, realizado en Panamá, resultó semifinalista (Top 15) y segundo lugar en "Mejor Traje Nacional". Además, realizó actividades de modelaje en Chile, Ecuador y Estados Unidos.
Posteriormente, condujo XL, un magacín en el canal de cable peruano Plus TV.
En el año 2014 se volvió embajadora de Kipling Perú.

## Vida privada
Tuvo una relación con Martín Ford entre 2005 y 2010. En el año 2012 anunció su embarazo, fruto de su relación con su pareja Eduardo Aramburú Duclós.
Es dueña de OZ Claudia Ortiz de Zevallos ropa para mamá y bebé.